# Équipe cycliste Israel-Premier Tech
L'équipe cycliste Israel-Premier Tech est une équipe cycliste israélienne, qui court avec une licence d'UCI ProTeam. Elle est créée en 2015 avec le statut d'équipe continentale et possède une licence World Tour entre 2020 et 2022.
En 2020, elle met en place une équipe continentale, nommée Israel Cycling Academy, pour le développement du cyclisme en Israël.

## Financement
Le bailleur de fonds de l'équipe est le milliardaire israélo-canadien Sylvan Adams, proche de Benyamin Netanyahou, qui a fait son alya en 2016 et financé une grande partie de la délocalisation de trois jours en Israël du Giro en 2018,. Il a commencé le vélo à quarante ans et est devenu double champion du monde Masters. Il affirme par ailleurs : « Les membres de l’équipe sont des ambassadeurs du pays d’Israël, qui est la base de l’équipe. On utilise le sport pour créer des liens et porter l’image du pays. ». Adams a apporté la moitié des six millions d'euros de budget lors de la création de l'équipe, l'autre moitié provenant de Ron Baron, gestionnaire de fortunes israélien.

## Histoire de l'équipe

### 2015-2019: des débuts sans éclats
Lors de sa création, annoncée en 2014, l'équipe a pour vocation à former de jeunes coureurs et est parrainée par Peter Sagan.
La saison 2015 est la première de cette équipe continentale israélienne. Douze coureurs, essentiellement israéliens et polonais, constituent son effectif.
Elle remporte sa première course lors de la quatrième étape du Tour d'Azerbaïdjan, grâce au Tchèque Daniel Turek.
En 2017, elle change de statut et obtient une licence d'équipe continentale professionnelle.
Le premier grand tour auquel participe l'équipe est le Tour d'Italie 2018 avec deux coureurs israéliens, Guy Niv et Guy Sagiv et trois étapes en Israël, leur pays d'origine. En août 2018, l'équipe annonce la mise en place d'un partenariat avec l'équipe amateure française Côtes d'Armor-Marie Morin-Véranda Rideau, qui devient sa réserve.
Lors de l'intersaison 2018-2019, l'équipe se montre très active sur le marché des transferts. Elle recrute dix coureurs, principalement avec un profil de sprinteur, dont cinq coureurs venant d'équipe WorldTour : Rudy Barbier, Matthias Brändle, Davide Cimolai, Riccardo Minali et Tom Van Asbroeck. Ces recrutements sont faits avec l'objectif de marquer le plus de points possible tout au long de la saison, en vue de la réforme de l'UCI en 2020 qui prévoit que les deux meilleures équipes continentales professionnelles soient automatiquement invitées à toutes les courses WorldTour. L'équipe annonce vouloir participer au Tour d'Espagne 2019 et au Tour de France 2020,.

### 2020-2022: équipe World Tour
En avril 2019, elle fait partie des équipes qui postulent à la catégorie World Tour pour les saisons 2020 à 2022. Elle reprend la licence de l'équipe Katusha à la suite d'un accord et est renommée Israel Start-Up Nation en 2020. Elle est donc invitée comme les autres équipes World Tour à participer au Tour de France, une première pour une équipe israélienne. Une équipe continentale, Israel Cycling Academy, est également mise en place.
Pour cette première saison en World Tour, l'équipe recrute 16 coureurs pour autant de départ. Les principales arrivées sont celles de Dan Martin, Nils Politt et André Greipel. Les coureurs de l'équipe obtiennent 9 succès, mais ne brillent pas pendant le Tour de France. Le 11 octobre, Alex Dowsett remporte une étape du Tour d'Italie. Il s'agit de la première victoire sur un grand tour pour l'équipe. Onze jours plus tard, Dan Martin gagne la troisième étape du Tour d'Espagne. Longtemps sur le podium du général, il doit finalement se contenter de la quatrième place finale de cette course. Sur les classiques, Nils Politt est en retrait et c'est une nouvelle fois Dan Martin qui obtient les meilleurs résultats, avec notamment une cinquième place sur la Flèche wallonne. Le 4 décembre 2020, l'équipe engage Cherie Pridham comme directrice sportive, à compter de la saison 2021. Il s'agit de la toute première femme à occuper ce poste dans une équipe masculine du World Tour. Elle avait auparavant déjà été DS dans une division inférieure : celle des équipes continentales Raleigh et Vitus dont elle était également propriétaire.
Lors de la saison 2021, Israel Start-Up Nation voit l'arrivée du quadruple vainqueur du Tour de France Christopher Froome. Il quitte l'équipe Ineos à l'issue de la saison 2020, afin de devenir le leader unique de la formation israélienne en 2021. L'équipe se renforce également sur les classiques avec les signatures de Michael Woods, Sep Vanmarcke et Daryl Impey. L'équipe réalise sa meilleure saison avec 17 succès et une 10e place au classement mondial. Si Froome n'obtient aucun résultat, c'est Woods qui prend le leadership de l'équipe avec deux victoires et de nombreuses places d'honneur : quatrième de la Flèche wallonne, cinquième de Liège-Bastogne-Liège, du Tour de Romandie, du Tour de Suisse et des Jeux olympiques. Pour sa dernière saison, Dan Martin gagne une étape et se classe dixième du Tour d'Italie, alors que Sep Vanmarcke est troisième du Circuit Het Nieuwsblad et cinquième du Tour des Flandres.
En 2022, l'équipe est renommée Israel-Premier Tech avec l'arrivée du sponsor canadien Premier Tech. Elle continue son recrutement de leader en signant Jakob Fuglsang et Giacomo Nizzolo. Pour une saison charnière dans la lutte pour conserver sa licence World Tour, la formation israélienne recrute en cours de saison Dylan Teuns. Néanmoins avec une saison 2022 insuffisante en termes de résultats (17 victoires obtenues, mais seulement quatre en World Tour), l'équipe termine seulement 19e de la saison au classement UCI et 20e sur le classement glissant sur trois ans, ce qui lui fait perdre sa licence World Tour, réservée aux 18 meilleures équipes. Simon Clarke et Hugo Houle permettent tout de même à l'équipe de décrocher ses premiers succès d'étapes sur le Tour de France. Fuglsang est troisième du Tour de Suisse, tandis que Michael Woods décroche trois succès.

### 2023-2025: retour en ProTeam

#### Saison 2023
À l’intersaison, Israël Premier Tech recrute Stephen Williams, Derek Gee et le prometteur Matthew Riccitello. Du côté des départs, rien à signaler au niveau des cadors de l’effectif.
La saison 2023 de l’équipe israélienne est marquée par la victoire de Michael Woods sur la 9e étape du Tour de France. Ce succès est le seul de l’année sur une course World Tour pour la formation israélienne.  En fin de saison, elle compte douze victoires dont Paris-Tours, le Tour de Norvège, le Tro Bro Leon ou la Route d'Occitanie.

#### Saison 2024
À l’intersaison, l’équipe israélienne recrute les sprinteurs Ethan Vernon, Hugo Hofstetter et Pascal Ackermann. Elle engage également les jeunes espoirs Joseph Blackmore et Riley Sheehan. 
La saison 2024 de l’équipe est plus réussie que la précédente avec 21 victoires à la mi-août dont cinq sur des courses inscrites au calendrier de l’UCI World Tour. Stephen Williams remporte notamment la Flèche wallonne et le Tour Down Under. Son jeune compatriote Joseph Blackmore s’illustre lui sur des compétitions d’un niveau inférieur et remporte, entre autres, le Tour de Taïwan et le Tour du Rwanda.

## Dopage
Le 24 février 2020, Patrick Schelling est contrôlé positif à la Terbutaline, un médicament contre l'asthme, lors du Tour du Rwanda. Le 8 septembre, l'Union cycliste internationale annonce qu'il a été suspendu du 18 mai au 17 septembre pour violation involontaire des règles antidopage.

## Classements UCI
L'équipe participe aux épreuves des circuits continentaux et principalement les courses du calendrier de l'UCI Europe Tour. Les tableaux ci-dessous présentent les classements de l'équipe sur les circuits, ainsi que son meilleur coureur au classement individuel.
UCI Africa Tour
| UCI Africa Tour | UCI Africa Tour        | UCI Africa Tour                           | UCI Africa Tour |
| Année           | Classement par équipes | Meilleur coureur au classement individuel |                 |
| --------------- | ---------------------- | ----------------------------------------- | --------------- |
| 2016            | 16e                    | Dan Craven (67e)                          |                 |
| 2017            | 19e                    | Dan Craven (92e)                          |                 |
| 2018            | 24e                    | Edwin Ávila (203e)                        |                 |
| 2019            | -                      | Awet Gebremedhin (100e)                   |                 |
| 2021            | -                      | Daryl Impey (8e)                          |                 |
| 2022            | -                      | Daryl Impey (15e)                         |                 |
|                 |                        |                                           |                 |
| Source : UCI    |                        |                                           |                 |

UCI America Tour
| UCI America Tour | UCI America Tour       | UCI America Tour                          | UCI America Tour |
| Année            | Classement par équipes | Meilleur coureur au classement individuel |                  |
| ---------------- | ---------------------- | ----------------------------------------- | ---------------- |
| 2016             | 18e                    | Mihkel Räim (117e)                        |                  |
| 2017             | 22e                    | Guillaume Boivin (50e)                    |                  |
| 2018             | 8e                     | Ben Hermans (9e)                          |                  |
| 2019             | -                      | Edwin Ávila (19e)                         |                  |
| 2020             | -                      | James Piccoli (42e)                       |                  |
| 2021             | -                      | Michael Woods (3e)                        |                  |
| 2022             | -                      | Michael Woods (10e)                       |                  |
| 2023             | -                      | Michael Woods (5e)                        |                  |
| 2024             | -                      | Derek Gee (8e)                            |                  |
|                  |                        |                                           |                  |
| Source : UCI     |                        |                                           |                  |

UCI Asia Tour
| UCI Asia Tour | UCI Asia Tour          | UCI Asia Tour                             | UCI Asia Tour |
| Année         | Classement par équipes | Meilleur coureur au classement individuel |               |
| ------------- | ---------------------- | ----------------------------------------- | ------------- |
| 2017          | 42e                    | Guillaume Boivin (62e)                    |               |
| 2018          | 10e                    | Ben Hermans (17e)                         |               |
|               |                        |                                           |               |
| Source : UCI  |                        |                                           |               |

UCI Europe Tour
| UCI Europe Tour | UCI Europe Tour        | UCI Europe Tour                           | UCI Europe Tour |
| Année           | Classement par équipes | Meilleur coureur au classement individuel |                 |
| --------------- | ---------------------- | ----------------------------------------- | --------------- |
| 2015            | 56e                    | Bartosz Warchoł (323e)                    |                 |
| 2016            | 31e                    | Mihkel Räim (116e)                        |                 |
| 2017            | 25e                    | Mihkel Räim (160e)                        |                 |
| 2018            | 7e                     | Ben Hermans (63e)                         |                 |
| 2019            | 4e                     | Tom Van Asbroeck (73e)                    |                 |
| 2020            | -                      | Dan Martin (25e)                          |                 |
| 2021            | -                      | Ben Hermans (47e)                         |                 |
| 2022            | -                      | Dylan Teuns (26e)                         |                 |
| 2023            | 2e                     | -                                         |                 |
| 2024            | -                      | Stephen Williams (36e)                    |                 |
|                 |                        |                                           |                 |
| Source : UCI    |                        |                                           |                 |

UCI Oceania Tour
| UCI Oceania Tour | UCI Oceania Tour       | UCI Oceania Tour                          | UCI Oceania Tour |
| Année            | Classement par équipes | Meilleur coureur au classement individuel |                  |
| ---------------- | ---------------------- | ----------------------------------------- | ---------------- |
| 2018             | 11e                    | Krists Neilands (49e)                     |                  |
| 2019             | -                      | Zakkari Dempster (21e)                    |                  |
| 2021             | -                      | Patrick Bevin (25e)                       |                  |
| 2022             | -                      | Simon Clarke (5e)                         |                  |
| 2023             | -                      | Corbin Strong (5e)                        |                  |
|                  |                        |                                           |                  |
| Source : UCI     |                        |                                           |                  |

Depuis 2016, l'équipe est également classée au Classement mondial UCI qui prend en compte toutes les épreuves UCI et concerne toutes les équipes UCI.
| Classement mondial | Classement mondial     | Classement mondial                        | Classement mondial |
| Année              | Classement par équipes | Meilleur coureur au classement individuel |                    |
| ------------------ | ---------------------- | ----------------------------------------- | ------------------ |
| 2016               | -                      | Mihkel Räim (232e)                        |                    |
| 2017               | -                      | Guillaume Boivin (181e)                   |                    |
| 2018               | -                      | Ben Hermans (65e)                         |                    |
| 2019               | 19e                    | Tom Van Asbroeck (90e)                    |                    |
| 2020               | 22e                    | Dan Martin (29e)                          |                    |
| 2021               | 10e                    | Michael Woods (13e)                       |                    |
| 2022               | 19e                    | Dylan Teuns (32e)                         |                    |
| 2023               | 16e                    | Michael Woods (47e)                       |                    |
| 2024               | 9e                     | Corbin Strong (39e)                       |                    |
|                    |                        |                                           |                    |
| Source : UCI       |                        |                                           |                    |

## Principales victoires

### Courses d'un jour
Ci-dessous la liste des victoires obtenues sur les courses d'un jour (en gras les courses de niveau World Tour ou équivalent) :
- Visegrad 4 Bicycle Race-GP Poland : 2015 (Bartosz Warchoł) et 2021 (Itamar Einhorn)
- Hets Hatsafon : 2016 (Guy Gabay)
- À travers le Hageland : 2018 (Krists Neilands)
- Great War Remembrance Race : 2018 (Mihkel Räim)
- Famenne Ardenne Classic : 2018 (Guillaume Boivin)
- Classic Loire-Atlantique : 2019 (Rudy Barbier)
- Veenendaal-Veenendaal Classic : 2019 (Zakkari Dempster)
- Grand Prix de Wallonie : 2019 (Krists Neilands)
- Binche-Chimay-Binche/Mémorial Frank Vandenbroucke : 2019 (Tom Van Asbroeck)
- Le Samyn : 2020 (Hugo Hofstetter)
- Trofeo Alcudia : 2021 (André Greipel)
- Tour des Apennins : 2021 (Ben Hermans)
- Trois vallées varésines : 2021 (Alessandro De Marchi)
- Mercan'Tour Alpes Maritimes : 2022 (Jakob Fuglsang)
- Tro Bro Leon : 2023 (Giacomo Nizzolo)
- Paris-Tours : 2023 (Riley Sheehan)
- Flèche wallonne : 2024 (Stephen Williams)
- Tour de Vénétie : 2024 (Corbin Strong)

### Courses par étapes
Ci-dessous la liste des victoires obtenues sur les courses par étapes (en gras les courses de niveau World Tour ou équivalent) :
- Tour de Hongrie : 2016 (Mihkel Räim)
- Tour de Castille-et-León : 2018 (Rubén Plaza), 2019 (Davide Cimolai)
- Tour d'Autriche : 2018 et 2019 (Ben Hermans)
- Tour de l'Utah : 2019 (Ben Hermans)
- GP Beiras e Serra da Estrela : 2019 (Edwin Avila)
- Tour d'Estonie : 2019 (Mihkel Räim)
- Tour de Hongrie : 2019 (Krists Neilands)
- Arctic Race of Norway : 2021 (Ben Hermans) et 2023 (Stephen Williams)
- Tour de Turquie : 2022 (Patrick Bevin)
- Route d'Occitanie : 2022 et 2023 (Michael Woods)
- Tour Down Under : 2024 (Stephen Williams)
- Tour du Rwanda : 2024 (Joseph Blackmore)
- Tour de Taïwan : 2024 (Joseph Blackmore)
- Tour de Grande-Bretagne : 2024 (Stephen Williams)

### Championnats nationaux
- Championnats d'Autriche sur route : 3
  - Contre-la-montre : 2019, 2020 et 2021 (Matthias Brändle)
- Championnats du Canada sur route : 2
  - Course en ligne : 2021 (Guillaume Boivin)
  - Contre-la-montre : 2023 (Derek Gee)
- Championnats du Danemark sur route : 1
  - Course en ligne : 2021 (Mads Würtz Schmidt)
- Championnats d'Estonie sur route : 3
  - Course en ligne : 2016, 2018 (Mihkel Räim) et 2020 (Norman Vahtra)
- Championnats d'Israël sur route : 17
  - Course en ligne : 2016, 2019 (Guy Sagiv), 2017, 2018 (Roy Goldstein), 2020 (Omer Goldstein), 2022 et 2023 (Itamar Einhorn)
  - Contre-la-montre : 2015 (Yoav Bear), 2016 (Aviv Yechezkel), 2017, 2020 (Guy Sagiv), 2018, 2021, 2022 (Omer Goldstein) et 2019 (Guy Niv)
  - Course en ligne espoirs : 2016 (Guy Sagiv)
  - Contre-la-montre espoirs : 2016 (Aviv Yechezkel)
- Championnats de Lettonie sur route : 2
  - Course en ligne : 2017 et 2018 (Krists Neilands)
- Championnats du Mexique sur route : 1
  - Course en ligne : 2016 (Luis Lemus)
- Championnats de Namibie sur route : 1
  - Course en ligne : 2016 (Dan Craven)
- Championnats de Slovaquie sur route : 2
  - Course en ligne espoirs : 2016 (Ľuboš Malovec)
  - Contre-la-montre espoirs : 2016 (Ľuboš Malovec)

## Bilan sur les grands tours
- Tour de France

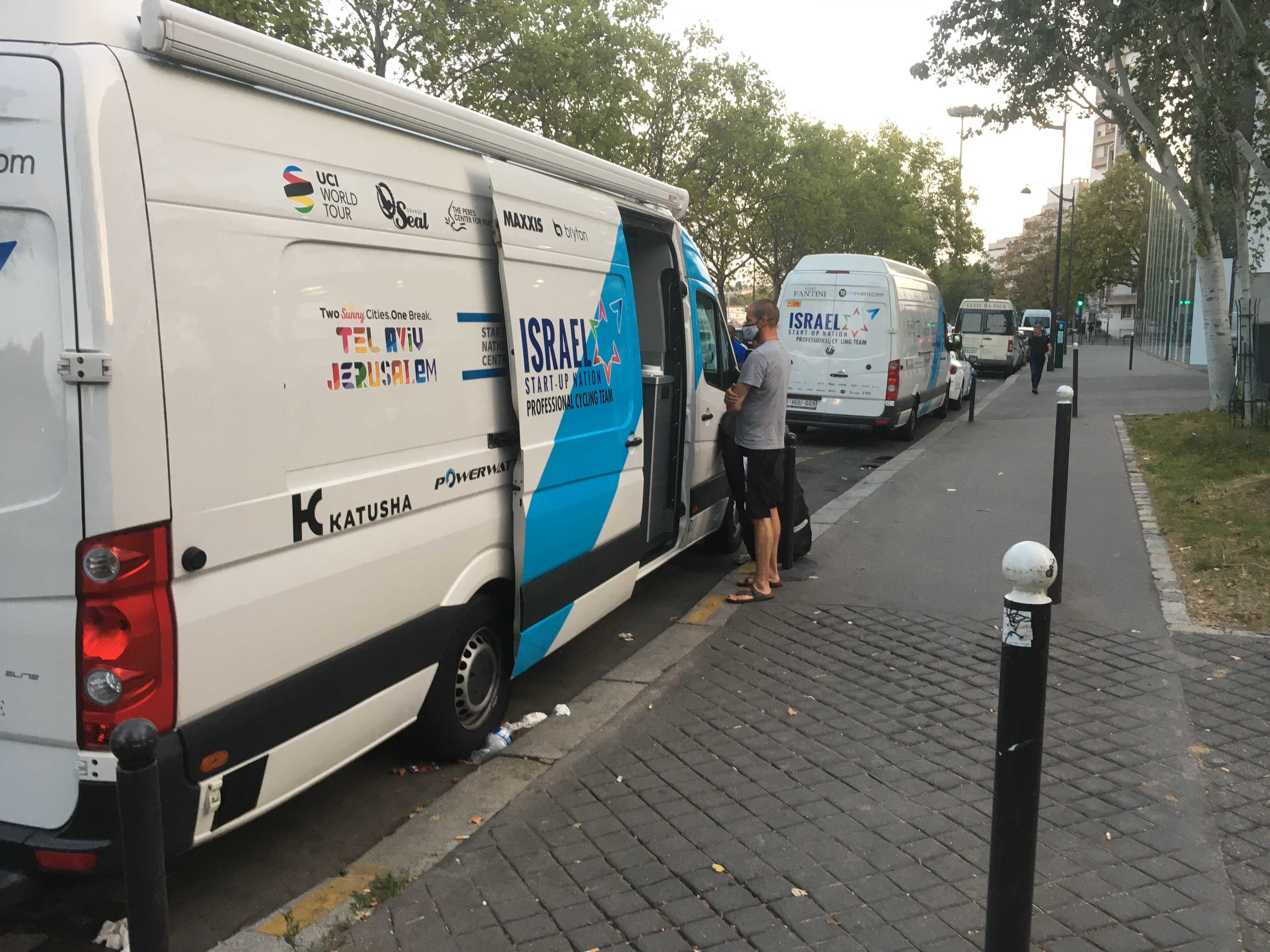
Véhicules de l'équipe Israel Start-up Nation stationnés après l'arrivée du Tour de France 2020 à Paris

  - 4 participations (2020, 2021, 2022, 2023) 
  - 3 victoires d'étape
    - 2 en 2022 : Simon Clarke et Hugo Houle, pour la deuxième victoire canadienne dans l'histoire du Tour
    - 1 en 2023 : Michael Woods

  - 0 classement annexe
  - Meilleur classement : Derek Gee (9e en 2024)

- Tour d'Italie
  - 6 participations (2018, 2019, 2020, 2021, 2022, 2023)
  - 2 victoires d'étape
    - 1 en 2020 : Alex Dowsett
    - 1 en 2021 : Dan Martin

  - 0 classement annexe
  - Meilleur classement : Dan Martin (10e en 2021)

- Tour d'Espagne
  - participations (2020, 2021, 2022, 2023)
  - 1 victoire d'étape
    - 1 en 2020 : Dan Martin

  - 0 classement annexe
  - Meilleur classement : Dan Martin (4e en 2020)

## Principaux coureurs depuis les débuts
Ce tableau présente les résultats obtenus au sein de l'équipe par une sélection de coureurs qui se sont distingués soit par le rôle de leader ou de capitaine de route qui leur a été attribué pendant tout ou partie de leur passage dans l'équipe, leur longévité au sein de celle-ci, soit en remportant une course majeure pour l'équipe, soit encore par leur place dans l'histoire du cyclisme en général. La majorité des coureurs cités se distinguent par plusieurs de ces caractéristiques.
| Nom                | Naissance | Nationalité      | Arrivée | Départ | Résultats                                                                                            |
| ------------------ | --------- | ---------------- | ------- | ------ | --- |
| Dan Martin         | 1986      | Irlande          | 2020    | 2021   | 1 étape du Tour d'Espagne (2020) 1 étape du Tour d'Italie (2021) 4e du Tour d'Espagne (2020)         |
| Alex Dowsett       | 1988      | Grande-Bretagne  | 2020    | 2022   | 1 étape du Tour d'Italie (2020)                                                                      |
| Patrick Bevin      | 1991      | Nouvelle-Zélande | 2021    | 2022   | 1 étape du Tour de Romandie (2022)                                                                   |
| Daryl Impey        | 1984      | Afrique du Sud   | 2021    | 2023   | 1 étape du Tour de Suisse (2022)                                                                     |
| Sep Vanmarcke      | 1988      | Belgique         | 2021    | 2023   | 3° de Gand-Wevelgem (2023) 3° de l'Omloop Het Nieuwsblad (2021)                                      |
| Mads Würtz Schmidt | 1994      | Danemark         | 2020    | 2024   | 1 étape de Tirreno-Adriatico (2021)                                                                  |
| Jakob Fuglsang     | 1985      | Danemark         | 2022    | 2025   | 3° du Tour de Suisse (2022)                                                                          |
| Michael Woods      | 1986      | Canada           | 2021    |        | 1 étape du Tour de Romandie (2021) 1 étape du Tour de France (2023) 1 étape du Tour d'Espagne (2024) |
| Hugo Houle         | 1990      | Canada           | 2022    |        | 1 étape du Tour de France (2022)                                                                     |
| Corbin Strong      | 2000      | Nouvelle-Zélande | 2022    |        | 2° du Grand Prix de Québec (2023)                                                                    |
| Simon Clarke       | 1986      | Australie        | 2022    |        | 1 étape du Tour de France (2022) 3° de la Cadel Evans (2023)                                         |
| Nick Schultz       | 1994      | Australie        | 2023    |        | 1 étape du Tour de Catalogne (2024)                                                                  |
| Derek Gee          | 1997      | Canada           | 2023    |        | 1 étape du Critérium du Dauphiné (2024) 3° du Critérium du Dauphiné (2024)                           |
| Stephen Williams   | 1996      | Grande-Bretagne  | 2023    |        | Tour Down Under (2024) Flèche Wallonne (2024) 1 étape du Tour Down Under (2024)                      |
| Ethan Vernon       | 2000      | Grande-Bretagne  | 2024    |        | 2 étapes du Tour du Guangxi (2024) 1 étape du Tour de Catalogne (2025)                               |
| Riley Sheehan      | 2000      | États-Unis       | 2024    |        | 3° de l'Eschborn-Francfort (2024)                                                                    |

## Israel-Premier Tech en 2025
Effectif
| Effectif 2025                         | Effectif 2025     | Effectif 2025    | Effectif 2025                                   |
| Cycliste                              | Date de naissance | Pays             | Équipe précédente                               |
| ------------------------------------- | ----------------- | ---------------- | ----------------------------------------------- |
| Pascal Ackermann                      | 17 janvier 1994   | Allemagne        | UAE Team Emirates (2023)                        |
| George Bennett                        | 7 avril 1990      | Nouvelle-Zélande | UAE Team Emirates (2023)                        |
| Joseph Blackmore                      | 23 février 2003   | Royaume-Uni      | Israel Premier Tech Academy (2024)              |
| Guillaume Boivin                      | 25 mai 1989       | Canada           | Optum-Kelly Benefit Strategies (2015)           |
| Simon Clarke                          | 18 juillet 1986   | Australie        | Qhubeka NextHash (2021)                         |
| Pier-André Côté                       | 24 avril 1997     | Canada           | Israel Premier Tech Academy (2024)              |
| Itamar Einhorn                        | 20 septembre 1997 | Israël           | Côtes d'Armor-Marie Morin-Véranda Rideau (2019) |
| Marco Frigo                           | 2 mars 2000       | Italie           | Israel Cycling Academy (2022)                   |
| Christopher Froome                    | 20 mai 1985       | Royaume-Uni      | Ineos Grenadiers (2020)                         |
| Jakob Fuglsang (1 janv.–1 juin, note) | 22 mars 1985      | Danemark         | Astana-Premier Tech (2021)                      |
| Derek Gee                             | 3 août 1997       | Canada           | Israel Cycling Academy (2022)                   |
| Jan Hirt                              | 21 janvier 1991   | Tchéquie         | Soudal Quick-Step (2024)                        |
| Hugo Hofstetter                       | 13 février 1994   | France           | Arkéa-Samsic (2023)                             |
| Hugo Houle                            | 27 septembre 1990 | Canada           | Astana-Premier Tech (2021)                      |
| Oded Kogut                            | 14 février 2001   | Israël           | Israel Premier Tech Academy (2023)              |
| Matîs Louvel                          | 19 juillet 1999   | France           | Arkéa-B&B Hotels (2024)                         |
| Alexey Lutsenko                       | 7 septembre 1992  | Kazakhstan       | Astana Qazaqstan Team (2024)                    |
| Krists Neilands                       | 18 août 1994      | Lettonie         | Axeon-Hagens Berman (2016)                      |
| Riley Pickrell                        | 16 août 2001      | Canada           | Israel Premier Tech Academy (2023)              |
| Nadav Raisberg                        | 29 mars 2001      | Israël           | Israel Premier Tech Academy (2023)              |
| Matthew Riccitello                    | 5 mars 2002       | États-Unis       | Hagens Berman Axeon (2022)                      |
| Nick Schultz                          | 13 septembre 1994 | Australie        | Team BikeExchange-Jayco (2022)                  |
| Michael Schwarzmann                   | 7 janvier 1991    | Allemagne        | Lotto Dstny (2023)                              |
| Riley Sheehan                         | 16 juin 2000      | États-Unis       | Denver Disruptors (2023)                        |
| Jake Stewart                          | 2 octobre 1999    | Royaume-Uni      | Groupama-FDJ (2023)                             |
| Corbin Strong                         | 30 avril 2000     | Nouvelle-Zélande | SEG Racing Academy (2021)                       |
| Tom Van Asbroeck                      | 19 avril 1990     | Belgique         | EF Education First-Drapac (2018)                |
| Ethan Vernon                          | 26 août 2000      | Royaume-Uni      | Soudal Quick-Step (2023)                        |
| Stephen Williams                      | 9 juin 1996       | Royaume-Uni      | Bahrain Victorious (2022)                       |
| Michael Woods                         | 12 octobre 1986   | Canada           | EF Pro Cycling (2020)                           |
| Floris Van Tricht (18 juill.–31 déc.) | 23 juin 2001      | Belgique         | Israel Premier Tech Academy (2025)              |
|                                       |                   |                  |                                                 |
| Source : ProCyclingStats              |                   |                  |                                                 |

note: Jakob Fuglsang, retraite sportive

Victoires
| Victoires | Victoires                                          | Victoires | Victoires | Victoires        | Victoires |
| Date      | Course                                             | Pays      | Classe    | Vainqueur        |           |
| --------- | -------------------------------------------------- | --------- | --------- | ---------------- | --------- |
| 25 fév.   | 2e étape du Tour du Rwanda                         | Rwanda    | 2.1       | Brady Gilmore    |           |
| 26 fév.   | 3e étape du Tour du Rwanda                         | Rwanda    | 2.1       | Brady Gilmore    |           |
| 28 fév.   | 3e étape, Gran Camiño                              | Espagne   | 2.1       | Derek Gee        |           |
| 2 mars    | Classement général, Gran Camiño                    | Espagne   | 2.1       | Derek Gee        |           |
| 17 mars   | 2e étape du Tour de Taiwan                         | Taïwan    | 2.1       | Brady Gilmore    |           |
| 19 mars   | 4e étape du Tour de Taiwan                         | Taïwan    | 2.1       | Itamar Einhorn   |           |
| 20 mars   | Classement général, Tour de Taiwan                 | Taïwan    | 2.1       | Brady Gilmore    |           |
| 25 mars   | 2e étape du Tour de Catalogne                      | Espagne   | 2.UWT     | Ethan Vernon     |           |
| 23 avr.   | 3e étape du Tour des Alpes                         | Italie    | 2.Pro     | Marco Frigo      |           |
| 13 mai    | Classique Dunkerque Grand prix des Hauts-de-France | France    | 1.Pro     | Pascal Ackermann |           |
| 18 mai    | 5e étape des Quatre Jours de Dunkerque             | France    | 2.Pro     | Jake Stewart     |           |
| 12 juin   | 5e étape, Critérium du Dauphiné                    | France    | 2.UWT     | Jake Stewart     |           |
| 28 juin   | Championnat du Canada sur route                    | Canada    | CN        | Derek Gee        |           |

## Saisons précédentes
| - Cycling Academy en 2015 - Cycling Academy en 2016 - Israel Cycling Academy en 2017 - Israel Cycling Academy en 2018 - Israel Cycling Academy en 2019 - Israel Start-Up Nation en 2020 | - Israel Start-Up Nation en 2021 - Israel-Premier Tech en 2022 - Israel-Premier Tech en 2023 - Israel-Premier Tech en 2024 - Israel-Premier Tech en 2025 |